# Menaces de mort (nouvelle)
Ne doit pas être confondu avec Menace de mort ou Menace de mort (film).
Menaces de mort est une nouvelle de Georges Simenon écrite à Fontenay-le-Comte pendant l'hiver 1941-1942 et publiée en 1942.  Cette nouvelle isolée fait partie de la série des Maigret. 

## Résumé
Émile Grosbois, millionnaire enrichi dans le commerce de ferraille, a reçu des lettres de menaces de mort. Il vient demander l'aide de la police, et il invite Maigret à passer le week-end dans sa maison de campagne près du  Coudray-Montceaux. 
Maigret accepte de s'occuper de l'affaire, et découvre une étrange famille : le frère jumeau de Grosbois, son neveu et sa nièce. Tous semblent éprouver de la haine mutuelle et sont bien intéressés par l'héritage de la fortune Grosbois…

## Éditions
- Prépublication dans l'hebdomadaire Révolution nationale, no 21-26 du 8 mars au 12 avril 1942.
- Édition originale : * Tout Simenon, tome 25, Omnibus, 2003  (ISBN 978-2-258-06110-1)